# 亞諾什·維格
亚诺什·亚诺舍维奇·维格（羅馬化：Yanosh Yanoshevych Vih；1947年1月21日—），烏克蘭匈牙利裔建筑师，為烏克蘭最大展覽中心——基輔國際展覽中心的設計者。